# أوسكار موريلو (رسام)
أوسكار موريلو (بالإسبانية: Oscar Murillo)‏ هو رسام وفنان كولومبي، ولد في 1986 في إدارة فالي ديل كاوكا في كولومبيا.

## وصلات خارجية
- الموقع الرسمي